# Efekt McGurka
Efekt McGurka – iluzja ujawniająca rolę interakcji wzroku i słuchu w audiowizualnej percepcji mowy. Do zrozumienia ludzkiej mowy wykorzystywana jest zarówno informacja wzrokowa, jak i słuchowa, a kiedy informacje płynące z tych źródeł są sprzeczne, to mózg integruje je, generując błąd.

## Opis
Zjawisko to zostało opisane w 1976 roku w czasopiśmie „Nature” przez Harry’ego McGurka i Johna MacDonalda w artykule Hearing lips and seeing voices („Słysząc usta i widząc głos”), ponieważ to, co dana osoba słyszy, w dużej mierze zależy również od tego, co widzi. Jeżeli osoba na filmie rusza ustami, tak jakby mówiła sylabę [ga], a podłożony głos powtarza sylabę [ba], osoby dorosłe słyszą sylabę [da]. W sytuacji odwrotnego podłożenia dźwięku do filmu większość osób dorosłych słyszy [bagba] lub [gaba]. Jeżeli osoby badane słuchają samego dźwięku (bez obrazu) lub kiedy oglądają niezmodyfikowany film, to ten efekt nie występuje – nie pojawiają się błędy.

## Perspektywaneurobiologiczna
Potocznie uznaje się, że mowa wynika z przetwarzania bodźców słuchowych, ale mózg wykorzystuje informacje pochodzące ze wszystkich zmysłów, przetwarzając je automatycznie na poziomie niedostępnym dla świadomości. Odbiorcy mowy są „informacyjnymi wszystkożercami”, a efekt McGurka jest dowodem na to, jak ważna jest rola integracji bodźców płynących z różnych zmysłów.
Obie półkule mózgu biorą udział w wywoływaniu tej iluzji, współpracując, by była możliwa integracja bodźców płynących z różnych zmysłów. U osób po kalozotomii efekt McGurka również występuje, ale jest znaczenie słabszy.
Efekt McGurka jest niezwykle silną iluzją – ulegają jej nawet osoby, które wiedzą o jej działaniu, w tym osoby badające to zjawisko od ponad 20 lat. Efekt ten jest słabszy u osób z dysleksją, zaburzeniami ze spektrum autyzmu, chorobą Alzheimera i osób z zaburzeniami językowymi. Bardzo doświadczeni muzycy nie są podatni na działanie tego efektu.

## Perspektywa rozwojowa
Niemowlęta już od pierwszych miesięcy życia wykorzystują wizualne wskazówki jako pomoc podczas przetwarzania mowy audiowizualnej.  Pomiędzy 6. i 12. miesiącem życia następuje proces ułatwiania przetwarzania fonemów języka ojczystego przy równoczesnym spadku poziomu przetwarzania fonemów niewystępujących w języku ojczystym.